# Fados
Fados é um filme do realizador Carlos Saura, estreado em 2007. O filme relata a visão do autor sobre o fado e conta com participações de Mariza, Camané, Carlos do Carmo, Carminho, entre outros.
O filme recebeu o Prémio Goya para melhor canção original: "Fado da saudade" na interpretação de Carlos do Carmo. Estava ainda nomeado para a categoria de Melhor Documentário.

## Banda sonora
- Fado da Saudade - Carlos do Carmo
- Kola San Jon - Kola San Jon
- Variações em Lá - Jaime Santos, Ricardo Rocha
- Transparente - Mariza
- Menina Você que Tem - Toni Garrido
- Quadras - Camané
- Fado da Severa - Catarina Moura
- Rua do Capelão - Cuca Roseta
- Marceneiro - SP & Wilson
- Um Homem na Cidade - Carlos do Carmo
- Foi na Travessa da Palha - Lila Downs
- Vida Vivida - Argentina Santos
- Fado Batido - Brigada Victor Jara
- Flor Di Nha Esperança - Lura
- Sopra Demais o Vento - Camané
- Estranha Forma de Vida - Caetano Veloso
- Fado Tropical - Chico Buarque e Carlos do Carmo
- Meu Fado Meu - Mariza
- Casa de Fados - Maria da Nazaré/ Vicente da Câmara
- Ó Gente da Minha Terra - Mariza